# بروسين تراوري
بروسين تراوري، لاعب كرة قدم عاجي.
لعب مع نادي النصر الكويتي في عام 2006، وقد كان هداف دوري الدرجة الأولى في موسم 2006/2007 برصيد 9 أهداف، كان هو أول لاعب يسجل هدف في الدوري الكويتي 2007/2008 حيث سجله أمام نادي السالمية